# البلوشی (نام خانوادگی)

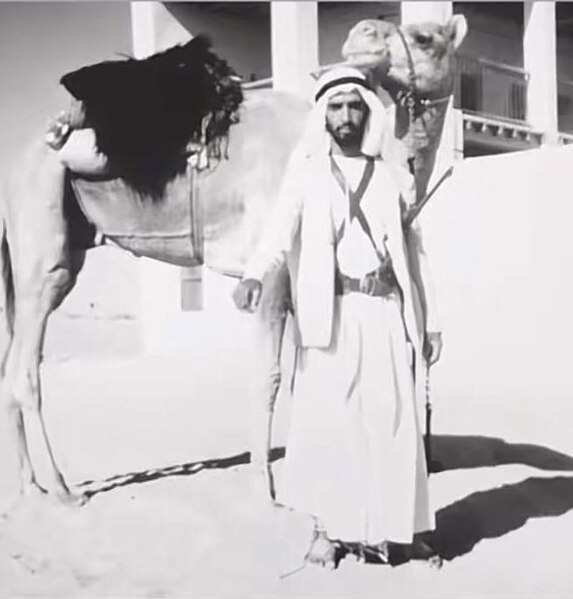
احمد بن محمود آل بلوشی سال ۱۹۶۰میلادی مشاور سیاسی اماراتی در العین

فراک هرد بی در نقشه قبایل ساحل آشتی و سلطنت از قبیله بلوش(بلوچ) نام می برد، او عنوان می کند این قبیله بلوش نه از بلوچ هایی بودند که برای خدمت در ارتش سلطان عمان از مکران آمده بودند، و نه از نسل بلوچ هایی که درمسقط، شهرهای ساحلی باطنه و ایالت‌های ساحل آشتی به عنوان تاجر و ماهیگیر ساکن شده بودند بلکه سکنه قدیمی بلوچ تبار بودند(اما زمان تقریبی مهاجرت آنها مبهم بوده و نویسنده ذکر نمی کند) در حالی که زبان بلوچی خود را حفظ کردند. سپس می گوید بلوچ های ظاهره دارای یک سازمان قبیله‌ای هستند که در اطراف مرکز خود، مزیم، یک منطقه اختصاصی دارند.

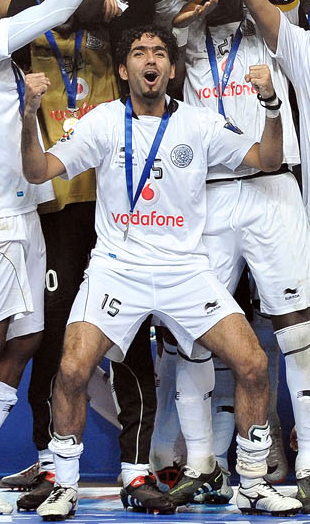
طلال البلوشی متولد کویت، فوتبالیست پیشین تیم ملی قطر و مربی کنونی باشگاه زاخو عراق است.

البلوشی (عربی: البلوشی یا بلوشی یا آل بلوشی) نام خانوادگی رایج در کشورهای عربی خلیج فارس (عمدتاً عمان، امارات متحده عربی، کویت، قطر و بحرین) است که از اصطلاح بلوچی گرفته شده است و نشان دهنده اصل و نسب بلوچ تبار از بلوچستان است.
افرادی که این نام خانوادگی را دارند، ریشه اجدادی خود را به بلوچستان، منطقه‌ای در جنوب شرق ایران و در غرب پاکستان قرار دارد، می‌رسانند. اجداد آنها عمدتاً از سواحل مکران در قرن نوزدهم آمده بودند. برخی از به دلیل سالیان زیاد سکونت اجدادی خود در کشورهای عربی، به زبان عربی به عنوان زبان اول صحبت می‌کنند و برخی دیگر نیزاز زبان اصلی خود بلوچی به عنوان زبان اول خود استفاده می‌کنند. آنها مسلمانان سنی هستند.

## مردم
افراد قابل توجه با نام خانوادگی عبارتند از:
ورزشکاران
- عزان البلوشی، فوتبالیست عمانی
- عبدالعزیز البلوشی بازیکن سابق فوتبال کویت
- حامد البلوشی، فوتبالیست عمانی
- عیسی علی البلوشی، فوتبالیست اماراتی
- جمال نبی البلوشی، فوتبالیست عمانی
- محمد البلوشی، فوتبالیست عمانی
- مهیب البلوشی، فوتبالیست عمانی
- طلال البلوشی، فوتبالیست قطری
- وضحه البلوشی، تیرانداز ورزشی عمانی
- خالد البلوشی، فوتبالیست اماراتی
- ولید عباس البلوشی، فوتبالیست اماراتی
- رایان البلوشی، فوتبالیست عربستانی
- حمد البلوشی، فوتبالیست اماراتی
- منصور البلوشی، فوتبالیست اماراتی
- عبدالله البلوشی، بازیکن سابق فوتبال کویت
- عایشه البلوشی، وزنه‌بردار اماراتی
- علی محمد البلوشی، دونده مسافت میانی اماراتی
- علی البلوشی، بوکسور کویتی

سیاستمداران
- ناصر البلوشی، سفیر سابق بحرین در آمریکا
- فاطمه البلوشی، وزیر سابق توسعه اجتماعی بحرین
- احمد بن محمود آل بلوشی، مشاور سیاسی امارات. * صلاح عبدالرسول آل بلوشی، زندانی بحرینی گوانتانامو

بازیگران
- مای البلوشی بازیگر کویتی
- مرام البلوشی بازیگر کویتی
- هند البلوشی بازیگر کویتی